# Gravitationsbølge
 Ikke at forveksle med tyngdebølge.
Gravitationsbølger, gravitationel stråling eller tyngdebølger er ifølge den generelle relativitetsteori energi, som forplanter sig udad fra en kilde i en bølgeform med lysets hastighed. Gravitationsbølger kan også forklares som fluktuationer i den firedimensionelle rumtids krumning. Dette skyldes masse i universet, f.eks. galakser, stjerner og planeter.

## Baggrund, beskrivelse
Gravitationsbølger blev forudsagt af Einstein i relativitetsteorien i 1916, som siger, at massive objekter påvirker rumtiden om sig. Når disse objekter accelererer, skaber de gravitationsbølger: Bølger i rumtid (tid/rum) som spreder sig udad, sådan som bølger i kølvandet bag en båd.
Det første eksperimentelle bevis på gravitationsbølgers eksistens blev fundet af Joseph Hooton Taylor Jr. og Russell Alan Hulse i 1974, da de opdagede den første binære pulsar. Pulsarer er hurtigt roterende neutronstjerner, som udsender korte regelmæssige pulser af radiostråling. Uregelmæssigheder i pulserne fra pulsaren PSR 1913+16 fik dem til at drage konklusionen, at denne pulsaren havde en ledsager i form af en anden neutronstjerne som svævede rundt i en tæt bane. De to stjerners sammenlagte stærke gravitationsfelt påvirker frekvensen på radiopulserne, som udsendes, og Taylor og Hulse kunne vise, at stjernerne roterede meget hurtigere nær hinanden. Det blev foreslået, at dette kunne skyldes, at stjernerne tabte energi, når de udsender gravitationsbølger. De to blev tildelt Nobelprisen i fysik i 1993.
Flere forskningsprojekter er blevet sat i gang for at påvise gravitationsbølger. I september 2015 begyndte LIGO at udføre observationer. Den 11. februar 2016, hundrede år efter at Einstein havde postuleret gravitationsbølgers eksistens, fastslog fysikerne ved LIGO, at de havde målt gravitationsbølger fra en fusion mellem to sorte huller. I 2016 begyndte man de første videnskabelige test af det fransk-italienske projekt kaldet Virgo. Virgo er et tilsvarende interferometrisk projekt som de to LIGO interferometriske detektorer.

## Forskning
3. december 2015 blev ESAs sonde LISA Pathfinder opsendt. Sonden skal teste teknologi for at registrere gravitationsbølger. Sonden har to identiske terninger af guld/platin på 46 millimeter med 38 centimeters afstand fra hinanden. Sonden skal placeres i Lagrangepunkt 1 (L1), og terningerne skal frigøres for al mekanisk kontakt med sonden, sådan at det eneste, som kan påvirke dem, er gravitation. Et kompliceret lasermåler-system med præcision på en milliarddel millimeter skal forsøge at registrere påvirkning fra gravitationsbølger.
Det blev annonceret den 11. februar 2016, at LIGO har observeret en gravitationsbølge fra to sorte huller, som fusionerede. De to sorte huller var omkring 1,3 milliarder lysår fra jorden, det ene på 29 solmasser, og det andet på 36 solmasser; de gik i bane om hinanden og fusionerede til et enkelt sort hul. Efter fusioneringen havde det resulterende sorte hul en masse på 62 solmasser – tre solmasser lettere end de to havde haft sammenlagt. Den overskydende masse gik til at lave gravitationsbølgerne i rumtiden.
Den 14. august 2017 detekterede både LIGO og Virgo de samme signaler, kaldet GW170814. Dette offentliggjordes den 27. september 2017. Det er den første sammensmeltning af to sorte huller, der er blevet detekteret af begge projekter på samme tid. Det er lidt af et gennembrud, da man ikke kan retningsbestemme bølgerne med kun én detektor. Der skal optimalt set tre og gerne flere til.
Beviset på eksistensen af gravitationsbølgerne udløste i 2017 Nobelprisen i fysik til tre pionerer hos LIGO, Rainer Weiss, Barry C. Barish og Kip S. Thorne.
Kollisionen af to neutronstjerner blev i 2017 detekteret ved gravitationsbølgerne. Begivenheden blev benævnt GW170817.